# Castrum Petrae Roseti
Le Castrum Petrae Roseti dit aussi château de la Pierre de Roseto (italien : Castello della Pietra di Roseto) est un château fort italien à visée défensive situé sur la côte ionienne bâti au XIe siècle par les Normands puis reconstruit aux environs de 1200 par le roi Frédéric II et situé à Roseto Capo Spulico, en Calabre.

## Histoire
Le château acquit une importance stratégique durant la période normande en ce qu'il marquait la frontière entre deux royaumes normands en Italie du Sud : celui du duc Robert Guiscard et celui de son frère Roger Ier de Sicile. Le château avait été bâti sur les ruines d'un monastère basilien se trouvant aux abords du petit bourg de la Pierre de Roseto (en italien la Pietra di Roseto), aujourd'hui Roseto Capo Spulico.